# Fahruntüchtigkeit
Die Fahruntüchtigkeit (genauer: Fahrunsicherheit) ist ein unbestimmter Rechtsbegriff aus dem Verkehrsrecht. Er beschreibt im Wesentlichen das tatsächliche oder angenommene Unvermögen eines Fahrzeugführers, ein Fahrzeug im Straßenverkehr jederzeit sicher führen zu können. Hierbei wird zwischen relativer und absoluter Fahrunsicherheit unterschieden. Der Begriff wird auch im Wasser-, Schienen- und Luftverkehr angewandt. Abgegrenzt hiervon ist die Fahreignung, welche vielmehr die grundlegende körperliche und geistige Eignung von Personen zum Führen von Kraftfahrzeugen im öffentlichen Verkehrsraum beschreibt und durch die Fahrerlaubnisbehörde geprüft wird.

## Definition
Der Gesetzgeber hat die Fahruntüchtigkeit nicht abschließend definiert. Der Bundesgerichtshof (BGH) hat sie deshalb in einer Grundsatzentscheidung näher bestimmt:

„Ein Kraftfahrer ist fahruntüchtig, wenn seine Gesamtleistungsfähigkeit, namentlich infolge Enthemmung sowie geistigseelischer und körperlicher Leistungsausfälle so weit herabgesetzt ist, dass er nicht mehr fähig ist, sein Fahrzeug im Straßenverkehr eine längere Strecke, und zwar auch bei plötzlichem Eintritt schwieriger Verkehrslagen, sicher zu steuern.“

Diese Definition wird seit jeher in der Literatur und Rechtsprechung verwendet, es werden aber auch abgewandelte Varianten angewandt. Zwar bezieht sich die Beschreibung vornehmlich auf das Straßenverkehrsrecht, sie umfasst jedoch auch die anderen Formen des Verkehrs. Während insbesondere im Luft- und Schienenverkehr sowie vereinzelnd im Wasserverkehr eine Null-Toleranz-Grenze (siehe Nulltoleranzstrategie) hinsichtlich der Fahruntüchtigkeit herrscht, gelten im Straßenverkehr Grenzwerte zur Bestimmung einer absoluten oder relativen Fahrunsicherheit. In der Qualität gibt es zwischen absoluter und relativer Fahrunsicherheit keinen Unterschied. Die Verschiedenheit besteht vielmehr ausschließlich in der Art des Nachweises der Fahrunsicherheit.

## Absolute Fahrunsicherheit
Eine absolute Fahrunsicherheit liegt vor, wenn bei einem Fahrzeugführer eine Blutalkoholkonzentration nachgewiesen wird, bei der

„[...] mit an Sicherheit grenzender Wahrscheinlichkeit bei jedem Kraftfahrer Fahrtüchtigkeit im Sinne einer Beherrschung des die Lenkung eines Fahrzeugs im Verkehr bildenden Gesamtvorgangs nicht mehr festgestellt werden kann.“

Seit der präjudiziellen Entscheidung des Bundesgerichtshofs vom 28. Juni 1990 geht die Rechtsprechung ab einer Blutalkoholkonzentration von 1,1 ‰ (für alle Führer von Kraftfahrzeugen) von einer absoluten Fahrunsicherheit aus. Die frühere BGH-Rechtsprechung ging noch von 1,3 ‰, bis in die 60er-Jahre sogar von mindestens 1,5 ‰ aus. Bei Fahrradfahrern wird eine absolute Fahrunsicherheit ab 1,6 ‰ angenommen; gleiches soll auch für Elektrorollstühle gelten. Bei Schiffsführern ist dies ab 1,7 ‰ zutreffend. Weitere Anzeichen unsicherer Fahrweise (auch Ausfallerscheinungen genannt) müssen nicht vorliegen.
Eine absolute Fahruntüchtigkeit liegt also immer vor, wenn bei
- Führern von Pkw, Lkw, Bussen, E-Scootern etc. der BAK-Wert der Blutprobe einen Wert von 1,1 ‰ oder darüber hinausgehend ergibt
- Fahrern von Fahrrädern der BAK-Wert der Blutprobe einen Wert von 1,6 ‰ oder darüber hinausgehend ergibt
- Schiffsführern der BAK-Wert der Blutprobe einen Wert von 1,7 ‰ oder darüber hinausgehend ergibt.

Eine absolute Fahrunsicherheit kann auch unterstellt werden, wenn der BAK-Wert unter dem Wert von 1,1 ‰ liegt. Das ist immer dann der Fall, wenn eine relative Fahrunsicherheit vorliegt und zusätzliche Ausfallerscheinungen in der Fahrweise oder dem Verhalten des Fahrzeugführers festgestellt werden.

## Relative Fahrunsicherheit
Liegt der festgestellte Wert (Messung im Ordnungswidrigkeitenrecht häufig auch mittels beweissicherem Atemalkoholmessgerät zulässig) unter dem Wert der absoluten Fahrunsicherheit ohne sonstige Ausfallerscheinungen, so liegt eine relative Fahrunsicherheit vor. Die Rechtsprechung nimmt eine relative Fahrunsicherheit ab einem Wert von 0,3 ‰ an. Die Fahruntüchtigkeit wird nach der Maßgabe des Einzelfalles, also individuell beurteilt.
Im Jahr 2008 definierte der BGH die relative Fahruntüchtigkeit wie folgt:

„Relative Fahruntüchtigkeit (genauer: Fahrunsicherheit) setzt voraus, dass die Gesamtleistungsfähigkeit des Fahrzeugführers infolge geistiger und/oder körperlicher Mängel so weit herabgesetzt ist, dass er nicht mehr fähig ist, sein Fahrzeug im Straßenverkehr eine längere Strecke, auch bei Eintritt schwieriger Verkehrslagen, sicher zu steuern (...). Es ist nicht unbedingt erforderlich, dass sich die körperlichen bzw. geistigen Mängel in Fahrfehlern ausgewirkt haben. Vielmehr können unter Umständen zum Nachweis der Fahrunsicherheit auch sonstige Auffälligkeiten im Verhalten des Fahrzeugführers genügen, sofern sie konkrete Hinweise auf eine schwerwiegende Beeinträchtigung seiner psychophysischen Leistungsfähigkeit, insbesondere seiner Wahrnehmungs- und Reaktionsfähigkeit geben.“

Beispiele für Ausfallerscheinungen können sein:
- Orientierungslosigkeit
- Missachtung von Verkehrsvorschriften (bspw. das Fahren von „Schlangenlinien“, nicht angepasste Geschwindigkeit, Überfahren einer roten Lichtzeichenanlage oder Missachtung von Verkehrszeichen)
- erhebliche Beeinträchtigung der Reaktionsfähigkeit
- Bewegungsanormalitäten (Torkeln)
- keine Pupillenreaktion bei Veränderung der Helligkeit der Umgebung
- verwaschene Aussprache und Wahrnehmungsfehler.

Aber auch andere Verhaltensauffälligkeiten wie fehlendes Unrechtsbewusstsein oder gar Stimmungsschwankungen können als Ausfallerscheinung gewertet werden. Dabei ist zu beachten, dass je niedriger der Blut- oder Atemalkoholwert ist, desto gewichtigere Beweiszeichen bzw. Ausfallerscheinungen müssen auf eine absolute Fahrunsicherheit hindeutenden. Das Oberlandesgericht Köln entschied 2010 dazu:

„Je seltener ein bestimmter Fahrfehler bei nüchternen Fahrern vorkommt und je häufiger er erfahrungsgemäß von alkoholisierten Fahrern begangen wird, desto eher wird der Schluss gerechtfertigt sein, der Fehler wäre auch dem Angeklagten im nüchternen Zustand nicht unterlaufen. Andererseits haben Fehlleistungen, die erfahrungsgemäß auch nüchternen Fahrern bisweilen unterlaufen, geringeren Indizwert.“

## Straßenverkehr
Eine vorliegende Fahruntüchtigkeit gefährdet die Straßenverkehrssicherheit erheblich. Aus diesem Grund werden Rechtsbrüche durch die Strafverfolgungsbehörden unter Anwendung des Verkehrsstrafrechts akribisch verfolgt und geahndet. Ausgewählte Verkehrsverstöße wurden in der Richtlinie (EU) 2015/413 europaweit normiert. Die Strafverfolgung und Prävention hinsichtlich der Fahruntüchtigkeit zählt zu den Kernaufgaben der Polizei.
Zu den häufigsten Verkehrsdelikten mit Bezug zur Fahruntüchtigkeit gehören:
- Trunkenheit im Verkehr nach § 316 StGB.
- Straßenverkehrsgefährdung nach § 315c StGB.
- Verstoß gegen die 0,5-Promille-Grenze (einschließlich Fahren unter psychoaktiver Substanzen wie Cannabis, Kokain etc.) nach § 24a StVG.

### Strafbarkeit und Auslegung
Je nach vorliegender relativer oder absoluter Fahrunsicherheit greifen unterschiedliche Rechtsnormen. Sofern nicht noch andere Delikte (etwa § 315c Abs. 1 StGB - Gefährdung des Straßenverkehrs) verwirklicht sind, macht sich in Deutschland der Fahrzeugführer auf öffentlichem Verkehrsgrund ab 1,1 Promille in jedem Fall wegen der Trunkenheit im Verkehr nach § 316 StGB strafbar. Strafbar nach § 316 StGB macht sich eine Person auch, wenn die Gesamtumstände bei einer zunächst relativen Fahrunsicherheit auf die absolute Fahrunsicherheit schließen lassen. Je nach Umstand kann sich eine Person auch nach § 315c StGB strafbar machen. Die schärfere Norm des § 315c StGB greift, wenn eine Person absolut Fahruntüchtig ist und zusätzlich grob verkehrswidrig und rücksichtslos fest definierte Verkehrsvorschriften missachtet und dadurch Leib oder Leben eines anderen Menschen oder fremde Sachen von bedeutendem Wert gefährdet. Der § 316 StGB setzt eine konkrete Gefährdung hingegen nicht voraus (abstraktes Gefährdungsdelikt). Liegt keine absolute Fahruntüchtigkeit vor, etwa weil der Fahrzeugführer zwar 0,6 ‰ Blutalkoholkonzentration aufweist, aber keine Ausfallerscheinungen festgestellt wurden, so kommt zwar keine Straftat in Betracht, allerdings ist das Verhalten eine Ordnungswidrigkeit nach § 24a StVG.

### Konsequenzen
Je nach Delikt und den einzelnen Umständen müssen Täter mit einem Fahrverbot, einer empfindlichen Geldstrafe/einem empfindlichen Bußgeld, einer Bewährungsstrafe oder gar mit einer Gefängnisstrafe rechnen. Ferner wird die Fahrerlaubnisbehörde durch die Strafverfolgungsbehörden informiert, welche Maßnahmen hinsichtlich der Begründung einer Nichteignung zum Führen von Kraftfahrzeugen prüft (siehe Fahreignung). Hieraus können sich weitere Kosten (bspw. MPU-Gutachten) oder Ähnliches ergeben. Andere polizeiliche Maßnahmen sind – je nach Situation – die Untersagung der Weiterfahrt für mindestens 24 Stunden bzw. bis zur Wiedererlangung der Fahrtüchtigkeit, die vorübergehende Sicherstellung von Fahrzeugschlüsseln oder die kurzzeitige Stilllegung des Fahrzeugs (Autokralle).
In einigen Fällen wird der Führerschein zum Zwecke der Vorbereitung der Entziehung der Fahrerlaubnis beschlagnahmt.

## Sonstiger Verkehr und Spezialfälle

### Schienenverkehr
Im Schienenverkehr gilt Alkoholverbot, vgl. EBO und BOStrab (U-Bahnen, Straßenbahnen).

### Luftfahrt
In der Luftfahrt gilt für Piloten, Kopiloten und Flugingenieure international die 0,0-‰-Grenze.

### Schifffahrt
Wer mehr als 0,25 mg/l Alkohol in der Atemluft oder mehr als 0,5 Promille Alkohol im Blut hat, oder eine Menge Alkohol zu sich genommen hat, die zu solchen Konzentrationen führt, darf kein Schiff führen oder eine sonstige Funktion des Brücken-, Decks- oder Maschinendienstes ausüben.
Dies gilt laut §3(4) der Seeschifffahrtsstraßen-Ordnung für alle auf deutschen Seeschifffahrtsstraßen, sowie darüber hinaus laut §3(4) der Verordnung zu den Internationalen Regeln von 1972 zur Verhütung von Zusammenstößen auf See für alle Schiffe, die die deutsche Bundesflagge führen, sofern nicht in den Hoheitsgewässern anderer Staaten abweichende Regelungen verfügt sind.
Auf deutschen Binnenschifffahrtsstraßen gilt laut §1.02 der Binnenschifffahrtsstraßen-Ordnung dasselbe.
Zusätzlich gilt, dass, wer (u. a.) durch den Genuss von Alkohol oder anderer berauschender Mittel in der sicheren Führung eines Schiffes oder der sicheren Ausübung einer sonstigen Tätigkeit des Brücken-, Decks- oder Maschinendienstes beeinträchtigt ist, dies nicht tun darf (§ 3(3) der oben genannten Ordnungen).
Auf Schiffen, die Passagiere befördern oder nach § 30(1) der SeeSchStrO bestimmte gefährliche Güter transportieren, gilt nach § 3(5) sogar eine 0,0-Promille-Grenze für Schiffsführer oder sonstige Mitglieder der Schiffsbesatzung, die Brückendienst ausüben, jeweils während ihrer Dienstzeit.

### Gefährliche Güter
Für Fahrzeuge, die Gefahrgut transportieren, gelten besondere Bestimmungen. Es gilt Alkoholverbot.

### Personenbeförderung
Gemäß der BOKraft gilt auf deutschem Boden Alkoholverbot für Fahrer von Taxen und Omnibussen. Das heißt, es darf keinerlei Alkohol im Blut vorhanden sein, wenn Fahrgäste transportiert werden.